# Dan I da Valáquia
Dan I (1354 - 23 de Setembro de  1386), foi Príncipe da Valáquia entre 1383 ou 31 de Agosto de 1385 e a sua morte. 

## Biografia
Era filho de Radu I e da sua esposa Ana, sendo meio-irmão de Mircea I da Valáquia. Foi o primeiro membro da Casa de Dăneşti, ramo colateral dos Bassarabe que competiria com a Casa de Drăculeşti (o outro ramo colateral da Dinastia) pelo trono valaquiano, a partir da morte de Miguel I da Valáquia, seu sobrinho. A primeira usurpação desta dinastia dar-se-ia em 1422. 
Uma teoria que é aceite de forma generalizada refere que Dan I não foi associado ao governo do pai, contrariamente ao que se praticava na altura, de modo a preparar o herdeiro para reinar. Esta teoria prova-se, pois Radu é mencionado pela última vez num documento datado de  1380, enquanto que a primeira referência a Dan provém de um documento de 31 de Agosto de 1385..
Ele, tanto quanto se sabe, oscilava entre o desejo de reforçar o poder interno e eliminar a coroa húngara das reivindicações, e procurar a expansão no Sul, no Danúbio através de diversas intervenções nas lutas internas dos Estados da Sérvia e da Bulgária.
Internamente, emitiu as suas próprias moedas: o Ducado, com peso médio de 0,50 gramas e um Dinar, de 0,20 gramas, pertencendo ao tipo comum: a primeira, no obverso — um escudo; no reverso — um capacete e uma águia; a segunda- no obverso — uma águia; no reverso — uma cruz. Foram preservadas as moedas com o seu nome.
Foi Dan quem terminou o Mosteiro de Tismana, como o parece ser no ato de doação, de 3 de Outubro de 1385.
As relações com a Hungria, no reinado de Dan, são tensas: um documento de 1390, do rei Sigismundo do Luxemburgo, recorda esta relação: "um forte exército invadiu nossas terras do castelo Mihald (Mehadia)". Não se sabe as razões que levaram Dan para esta guerra; Suspeita-se que, no entanto, que o príncipe queria retomar as posses que a Valáquia possuía no tempo de Ladislau I. É desconhecido o resultado destes combates, pois a vitória húngara não foi confirmada.
Dan faleceu, segundo uma crónica búlgara anónima, a 23 de Setembro de 1386, assassinado durante uma campanha militar contra o Czar João Sismanes da Bulgária, auxiliado pelos otomanos, enquanto Dan ajudava o seu tio, o Czar João Esracimir da Bulgária, em Vidim.

## Casamento e descendência
Da sua esposa Maria da Sérvia, com quem casou em data desconhecida, Dan teve a seguinte descendência:
- Dan II da Valáquia (f. 1 de Junho de 1431), Príncipe da Valáquia em competição pelo trono com Radu II da Valáquia,
- João (?)
- Possivelmente Vlad I da Valáquia. A parentalidade deste príncipe que usurpou o trono a Mircea I é incerta.